# HD 223559
HD 223559，又名BD-15 6507，SAO 165915、HR 9029，是一颗恒星，视星等为5.72，位于銀經71.78，銀緯-70.94，其B1900.0坐标为赤經23h 45m 23.8s，赤緯-14° -70.94′ 25″。